# Marginea
Marginea è un comune della Romania di 9 941 abitanti, ubicato nel distretto di Suceava, nella regione storica della Bucovina. 
Marginea è un noto centro per la produzione di ceramiche artigianali, caratterizzate dal tipico colore nero.